# Старе Папроцькі-Голендри
Старе Папроцькі-Голендри (пол. Stare Paprockie Holendry) — село в Польщі, у гміні Кшимув Конінського повіту Великопольського воєводства.
Населення — 145 осіб (2011).
У 1975-1998 роках село належало до Конінського воєводства.

## Демографія
Демографічна структура станом на 31 березня 2011 року:
|          | Загалом | Допрацездатний вік | Працездатний вік | Постпрацездатний вік |
| -------- | ------- | ------------------ | ---------------- | -------------------- |
| Чоловіки | 69      | 19                 | 46               | 4                    |
| Жінки    | 76      | 18                 | 44               | 14                   |
| Разом    | 145     | 37                 | 90               | 18                   |